# Ding Shisun
Ding Shisun (chinesisch 丁石孙, Pinyin Dīng Shísūn; * 5. September 1927 in Zhenjiang, Jiangsu; † 12. Oktober 2019 in Peking) war ein chinesischer Mathematiker, Hochschullehrer und Politiker der Demokratischen Liga Chinas, einer der Acht demokratischen Parteien und Gruppen, und seit 1998 unter anderem Vizevorsitzender des Ständigen Ausschusses des Nationalen Volkskongresses.

## Leben

### Hochschullehrer und wissenschaftliches Engagement
Ding Shisun studierte nach dem Schulbesuch Mathematik an der Tsinghua-Universität und schloss dieses Studium 1950 ab. Im Anschluss wurde er Lektor an der Peking-Universität und trat 1952 der Chinesischen Demokratischen Liga bei. Später übernahm er eine Professur für Mathematik an der Peking-Universität und war zeitweise auch Vizedirektor und Direktor der Mathematischen Fakultät der Hochschule sowie zwischen 1984 und 1988 Präsident der Peking-Universität.
Daneben engagierte er sich als Vizepräsident der Chinesischen Mathematischen Gesellschaft und Präsident der Mathematischen Gesellschaft von Peking. Des Weiteren war er Mitglied des Prüfungsgremiums des Staatlichen Komitees für akademische Grade und Vizepräsident der Chinesischen Gesellschaft für internationalen Bildungsaustausch. Weiterhin war er stellvertretender Leiter der Gruppe für mathematische Prüfungen und Bewertungen der Nationalen Stiftung für Naturwissenschaften, Mitglied des Exekutivrates der Chinesischen Vereinigung für Überseeaustausch und des Exekutivrates der Chinesischen Gesellschaft für höhere Bildung. Zum anderen betätigte er sich zeitweise als Mitglied des Rates des Volksinstitutes für Außenpolitik, Vorsitzender des Stiftungskomitees für das Jiang Zehan-Stipendium und Vizevorsitzender des Komitees der Zhou Peiyuan-Stiftung.
Er verfasste unter anderem zwei mathematische Lehrbücher mit den Titeln Concise Textbook of Higher Algebra und Analytic Geometry and Orders of Linear Displacement Register.
Ding Shisun erhielt 1985 einen Ehrendoktor der Sōka-Universität in Japan.

### Politische Laufbahn
Ding Shisun, der Mitglied des Ständigen Ausschusses des Zentralkomitees der Chinesischen Demokratischen Liga war, war von 1988 bis 1996 Vizevorsitzender des Zentralkomitees der Partei.
1988 wurde er zunächst Mitglied der des Nationalkomitees der Politischen Konsultativkonferenz des chinesischen Volkes und war dann von 1993 bis 1998 Mitglied des Ständigen Ausschusses des Nationalkomitees dieses Gremiums.
Im November 1996 wurde er als Nachfolger von Fei Xiaotong Vorsitzender des Zentralkomitees der Chinesischen Demokratischen Liga und damit Vorsitzender dieser Partei. Außerdem war er seit 1998 Vizevorsitzender des Ständigen Ausschusses des Nationalen Volkskongresses, einem 150-köpfigen Gremium des Nationalen Volkskongresses, das die Arbeit der Volksvertretung zwischen den Planersitzungen wahrnimmt.
Ding Shisun, der 1999 auch Präsident der Western Returned Students Association wurde, war 1999 auch Mitglied des Komitees zur Vorbereitung der Übernahme von Macau als Sonderverwaltungszone (Special Administrative Region). Im Dezember 2005 legte er das Amt des Vorsitzenden er Demokratischen Liga nieder und war danach deren Ehrenvorsitzender.